# Tetragnatha retinens
Tetragnatha retinens là một loài nhện trong họ Tetragnathidae.
Loài này thuộc chi Tetragnatha. Tetragnatha retinens được Ralph Vary Chamberlin miêu tả năm 1924.